# اوچکو ماشای
اوچکو ماشای (به اسپانیایی: Uchku Mach'ay) یک کوه در پرو است که در Peru, Junín Region واقع شده‌است. اوچکو ماشای ۴٬۰۰۰ متر بالاتر از سطح دریا واقع شده‌است.